# XIII. (Königlich Württembergisches) Armee-Korps
Das XIII. (Königlich Württembergische) Armee-Korps wurde 1871 nach Abschluss der Militärkonvention des Königreichs Württemberg mit dem Norddeutschen Bund aus der Württembergischen Armee aufgestellt. Diese blieb in ihrer Zusammensetzung und Struktur mit einigen Ausnahmen weitgehend unverändert.
Es war somit ein württembergischer Großverband der Armee des Deutschen Kaiserreiches, der im ganzen Königreich Württemberg stationiert und der VI. Armee-Inspektion unterstellt war.

## Standort des Generalkommandos
Von 1871 bis 1914 und im Jahr 1919 hatte das Generalkommando des XVIII. Armee-Korps seinen Sitz in Stuttgart.
Zur Unterscheidung von Truppenteilen anderer deutscher Staaten erhielten die württembergischen Regimenter am 2. Oktober 1871 den entsprechenden Zusatz: „… württembergisches … Regiment“. Am 18. Dezember 1871 erhielten alle württembergischen Regimenter zusätzliche Nummern. Diese entsprachen der fortlaufenden Nummerierung aller Regimenter des deutschen Bundesheeres, unabhängig von ihrer Zugehörigkeit zu einem der Kontingente. Die württembergischen Infanterieregimenter erhielten die Nummern 119 bis 126, die Kavallerieregimenter die Nummern 19 und 20 sowie 25 und 26 und die Artillerieregimenter die Nummern 26 und 27. Sie erhielten am 14. Dezember 1874 die Namen in der endgültigen Schreibweise und Nummerierung: „… (x. Württembergisches) Nr. x“. Häufige Schreibweisen waren auch „… (x. Württemb.) Nr. x“ oder „… (x. Württ.) Nr. x“.

## Gliederung

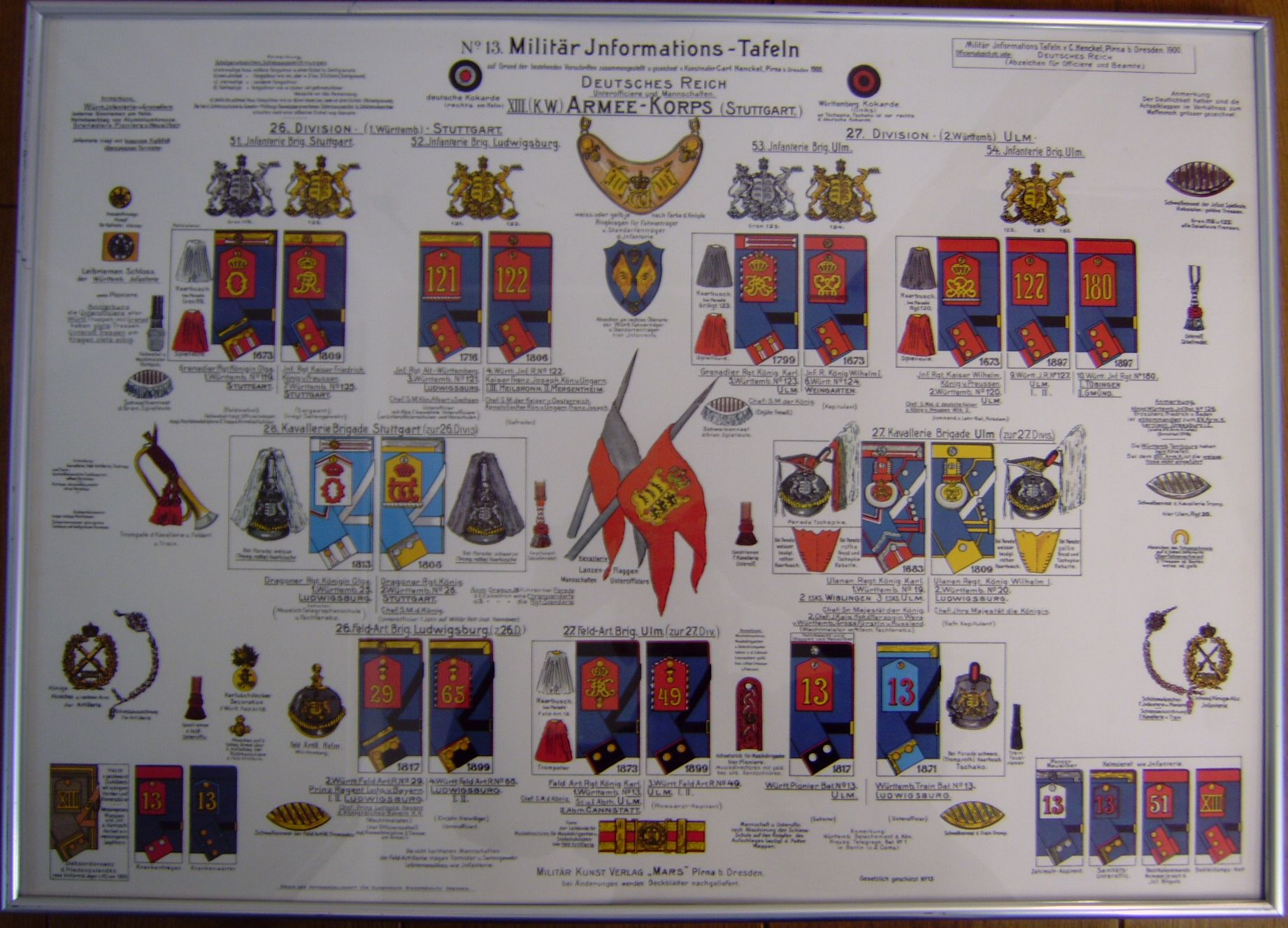
Truppenteile des XIII. Armee-Korps

Dem Armeekorps unterstanden im Frieden:
- 26. Division (1. Königlich Württembergische) in Stuttgart
- 27. Division (2. Königlich Württembergische) in Ulm

ferner:
- Württembergisches Pionier-Bataillon Nr. 13 in Ulm
- Württembergisches Train-Bataillon Nr. 13 in Ludwigsburg

Ein Detachement war zum Telegraphen-Bataillon Nr. 1 abkommandiert.
Zusätzlich übte der Kommandierende General des Armeekorps auch die Dienstaufsicht über das Infanterie-Regiment „Großherzog Friedrich von Baden“ (8. Württembergisches) Nr. 126 aus, das der 61. Infanterie-Brigade des XV. Armee-Korps in Straßburg unterstellt war.

## Uniform

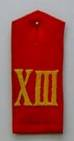
Achselklappen des XIII. Armee-Korps

Nach Artikel 10 der Militärkonvention vom 21./25. November 1870 waren zwar die Benennungen, Dienstgradabzeichen und allgemeine Verwaltung in der württembergischen Armee die gleichen wie in der preußischen, die Bestimmung der Uniform war aber dem König von Württemberg vorbehalten, wobei den Verhältnissen der Bundesarmee „die möglichste Rechnung getragen werden“ sollte. So trugen die Württemberger noch bis 1891 statt des preußischen einreihigen einen zweireihigen Waffenrock. Die Kokarde war in den Landesfarben schwarz-rot und auf dem Koppelschloss stand der württembergische Wahlspruch „Furchtlos und trew“. Die Wimpel der Kavallerie waren ebenfalls schwarz-rot, diejenigen der Unteroffiziere führten auf einer Seite das württembergische Wappen. Die Epauletten, Achselstücke und Achselklappen waren – soweit einzelne Regimenter nicht besondere trugen – rot mit Nummer XIII.

## Geschichte

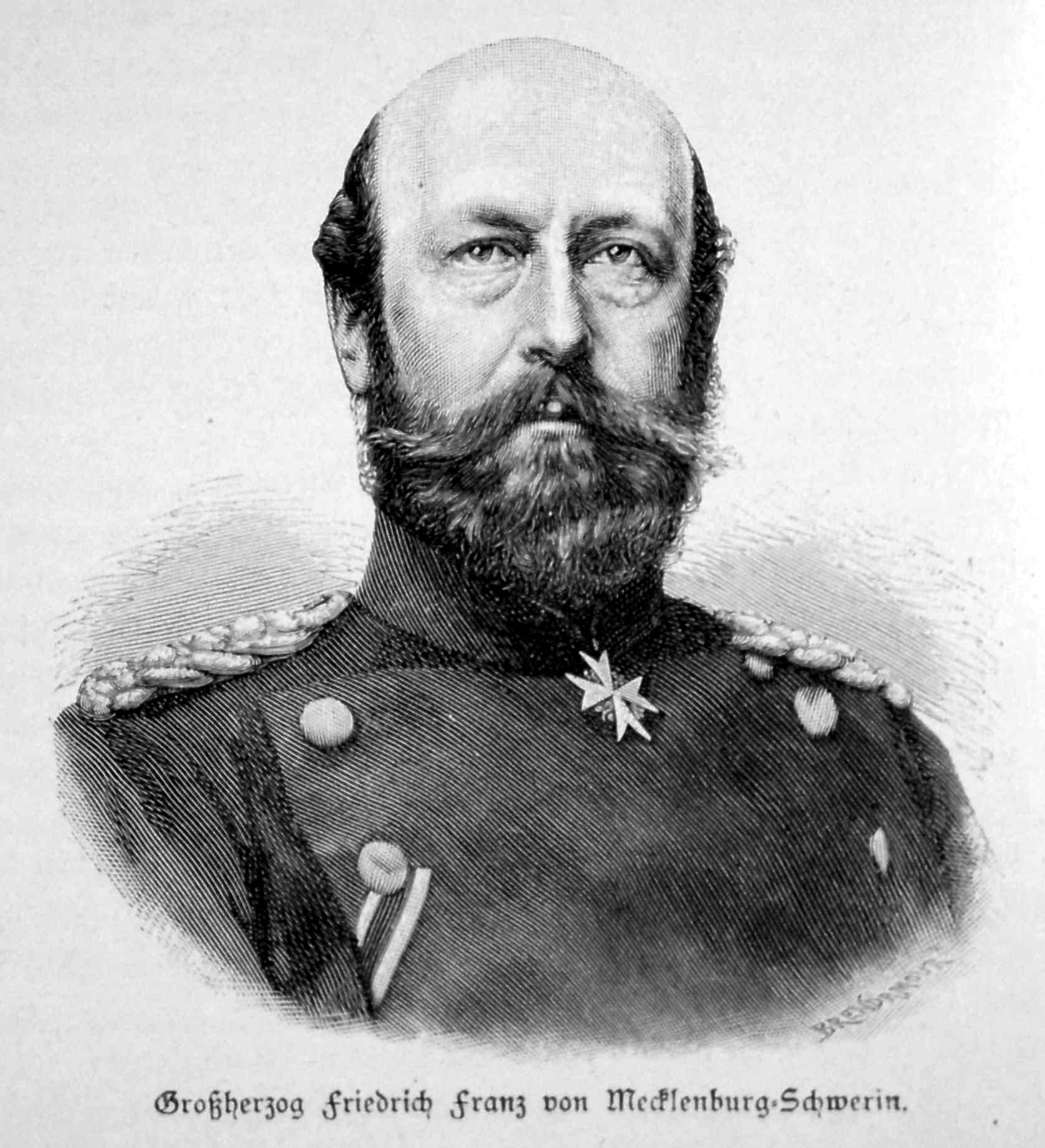
Friedrich Franz von Mecklenburg-Schwerin, der Kommandierende General im Krieg von 1870/71

Im Deutsch-Französischen Krieg gab es ein XIII. Armeekorps, bestehend aus der 17. und 22. Division. Dieser Verband diente erst zur Sicherung der Küste gegen eine befürchtete Landung französischer Einheiten, wurde aber schon kurz nach Kriegsbeginn nach Lothringen verlegt. Die Einheit erreichte am 1. September 1870 Metz und wurde beauftragt, die Festung Toul einzunehmen um die Bahnlinie für die Versorgung freizumachen. Die 17. Infanterie-Division (Generalleutnant Gustav von Schimmelmann) und die 2. Landwehr-Division (Generalmajor Leonhard von Selchow) cernierten Toul und erzwangen am 23. September die Übergabe.
Das Generalkommando kämpfte später als Armee-Abteilung des Großherzogs gegen die französische Loirearmee unter anderem bei Loigny und Poupry, Orléans, Beaugency und Le Mans. Kommandeur war bis 1871 Großherzog Friedrich Franz II. von Mecklenburg-Schwerin.

### Erster Weltkrieg

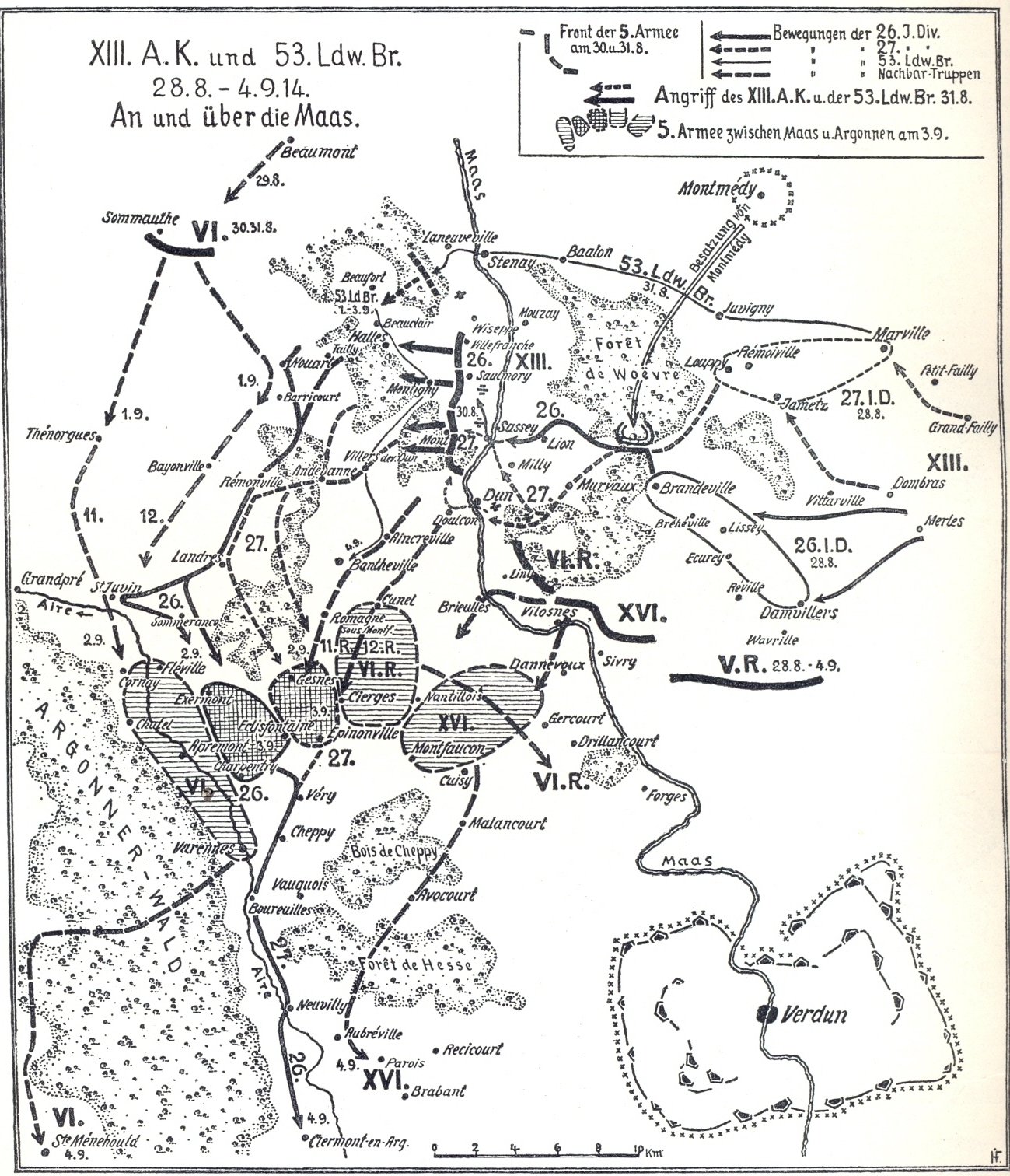
Vorstoß des XIII. A.K. in den Argonnen 1914

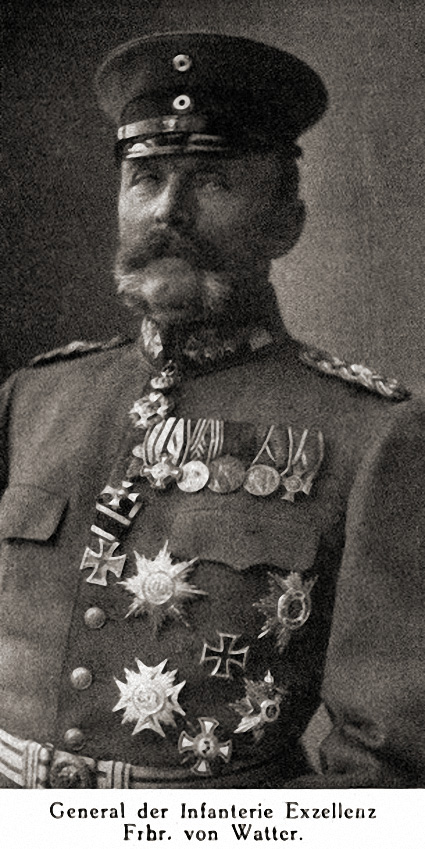

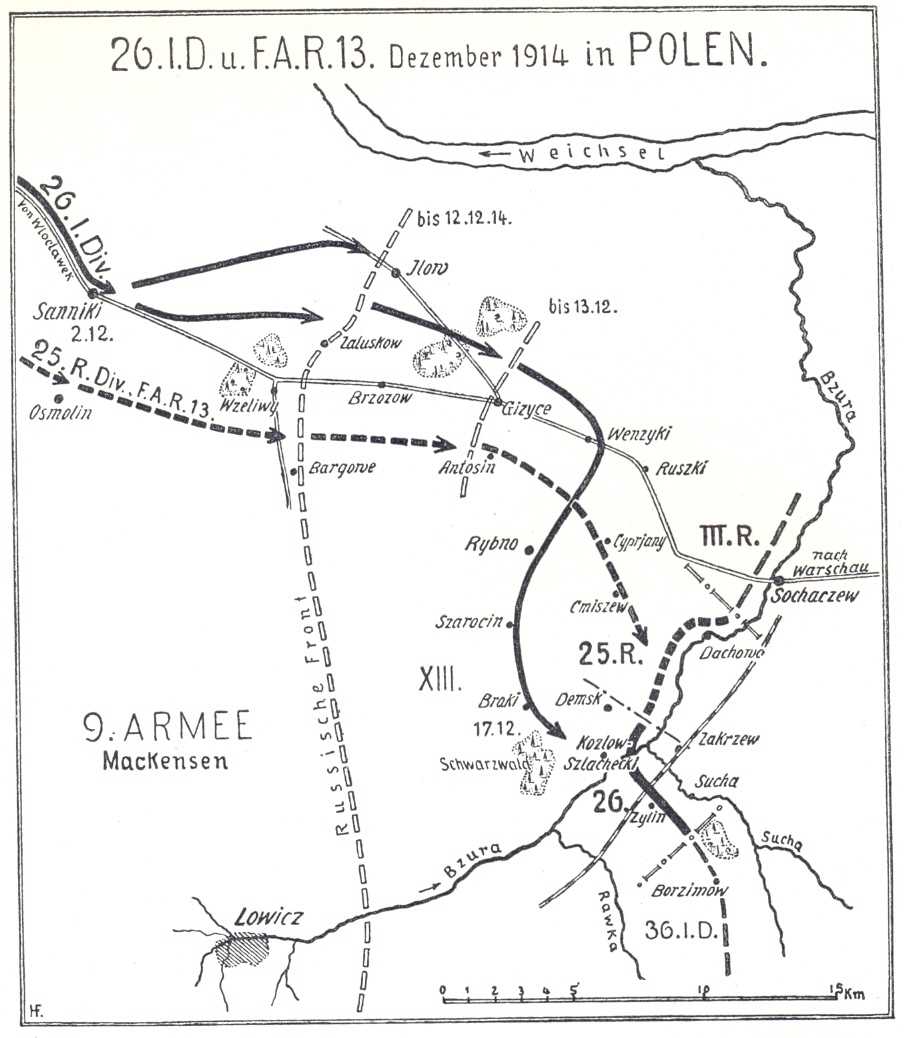
Lage des XIII. A.K. im Raum Lowicz im Dezember 1914

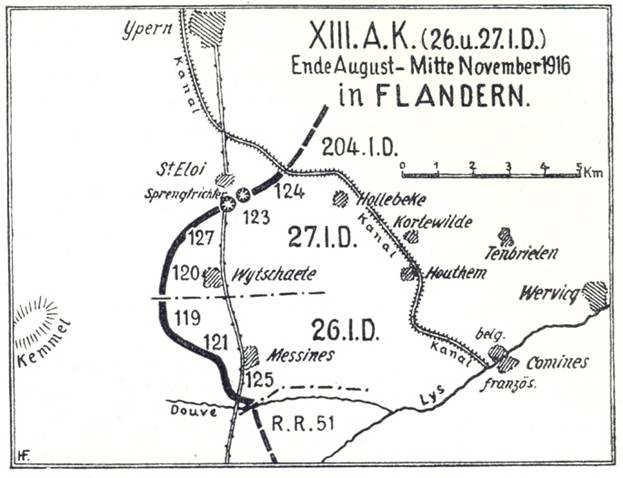
Lage des XIII. A.K. im September 1916 in Flandern

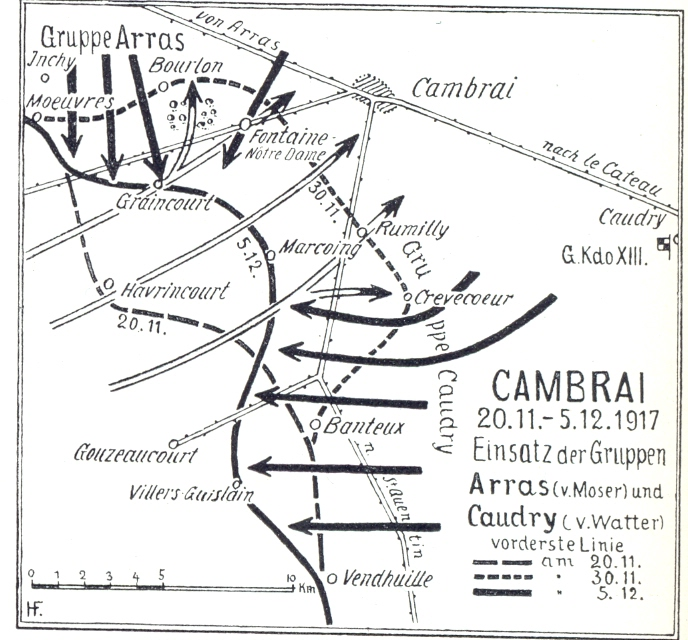
Der Gegenangriff der Gruppe Caudry (Gen.Kdo. XIII.) südwestlich Cambrai am 30. November 1917

Zu Beginn des Ersten Weltkrieges war das Korps unter General der Infanterie von Fabeck der 5. Armee an der Westfront unterstellt. Bei der Mobilmachung blieb ein Stellvertretendes Generalkommando in Stuttgart zurück. Als Chef des Generalstabes fungierte zu Kriegsbeginn Oberstleutnant Fritz von Loßberg, dem am 23. Januar 1915 Oberstleutnant Walther Reinhardt nachfolgte.
Das XIII. Armee-Korps stand am 22. August 1914 während der Schlacht bei Longwy im Zentrum der 5. Armee. Zwischen Sougery, Signeux und Musion erreichten die Truppen die Linie Talloncourt–Villancy–Gorcy. Gegenüber verteidigten französische Truppen die Höhen nördlich Bleid–Baranzy. Die 27. Division ging zwischen Tontal und Mussy la Ville auf Reutte vor, rechts rückte die 26. Division auf Ville Houdlemont vor, die Dörfer Bleid und Baranzy wurden erstürmt, die Linie Grandcourt und Tellancourt wurde erreicht. Die 26. Division traf bei Baranzy frühzeitig auf starke Feindkräfte – die 52. Brigade erlitt durch Flankenfeuer schwere Verluste. Das Korps ging zwischen Longwy und Montmédy weiter auf Longuyon vor, die 27. Division rückte von Chatillon über St. Leger auf Bleiol vor. Die 26. Division wurde über Willancourt auf Baranzy angesetzt. Über Charancy auf Marville ging das Korps zum Othainbach vor. Am rechten Flügel des Korps stieß die 27. Division an die Linie Albandrelle–Villancy, mit der 26. Division links über Montigny sur Chiers auf Longuyon vor. Am 23. August wurde der Othain zwischen Villette – Colmy forciert, am 24. August standen die Truppen über Vilette und Comey vorgehend am Chiersabschnitt. Die 26. Division stand zusammen mit der 11. Reserve-Division im Angriff auf Longuyon.
Das XIII. Armee-Korps hatte am 26. August die Linie Dombras-Merles-Mangiennes erreicht. Nach dem Maasübergang Ende August kämpfte das Korps Anfang September in der Schlacht zwischen Varennes-Montfaucon und drang westlich von Verdun in den Argonnen vor. Am 9. September führte das Korps noch einen Nachtangriff südlich Sommaisne, musste aber infolge des deutschen Rückzuges an der Marne zurückgehen.
Im September 1914 wurden das Generalkommando mit der 26. Division (1. Königlich Württembergische) (die 27. Division verblieb in den Argonnen) während des Wettlaufs zum Meer an die nach Norden verlegte 6. Armee überstellt. Zwischen 15. und 28. Oktober stand das Korps im Raum Lille. Ende Oktober bis Mitte November 1914 wurde das Generalkommando in den Raum südlich von Ypern verlegt und als befehlshabende „Gruppe Fabeck“ (XIII., XV. und bayerisches II. Armeekorps) in der Ersten Flandernschlacht zwischen Gheluvelt – Wervicq – Quesnoy zum Einsatz gebracht.
Ende November erfolgte die Verlegung des Korps an die Ostfront in den Abschnitt der 9. Armee (Mackensen) nach Lowicz im nördlichen Polen. Das Korps Fabeck (26. Division und 25. (hessische) Reserve-Division mit unterstelltem württ. Feldartillerie-Regiment 132) stieß im Dezember 1914 bei Kozlow über die Bzura vor.
Am 9. März 1915 übernahm General von Watter die Führung des Korps, das weiter nach Norden verlegt, der Armeegruppe Gallwitz (ab August 12. Armee) unterstellt worden war. Zwischen 13. und 14. Juli wurde in der zweiten Schlacht von Przasnysz ein Durchbruch der russischen Front erreicht. Zwischen 23. Juli bis Anfang August 1915 rang das Korps mit der 3. und 26. Division sowie der 4. Garde-Division in der Schlacht am Narew, am 24. Juli gelang dabei die Einnahme von Roshan (Festung Różan) und der dortige Übergang über den Narew. Mitte August 1915 folgten Kämpfe bei Bielsk und bis Anfang September das Vorgehen in Richtung Wolkowysk.
Im September 1915 verlegte das Korps zurück an die Westfront und kam noch kurzfristig in der Herbstschlacht in der Champagne zum Einsatz. Im Dezember 1915 wurde das XIII. Armee-Korps mit der 26. Infanterie-Division und dem Feldartillerie-Regiment 13 in den Raum westlich Ypern nach Flandern verlegt, die 27. I.D. folgte nach. Nach einem sechs Wochen lang vorbereiteten Angriffsplan zur Eroberung des Mount Sorrel (Hill 62) und Tor Top (Hill 61) wurde diese Doppelhöhe östlich von Zillebeke nach wirksamen Beschuss am 2. Juni 1916 im Kampf mit der kanadischen 3. Division gestürmt, ging aber bereits am 13. Juni wieder verloren. Während der Schlacht an der Somme stand das XIII. A.K. im August an der Frontlinie vor dem Delville-Wald und vor Ginchy im Großkampf. Die 26. Division kämpfte bei Longueval, die 27. Division verteidigte das Dorf Guillemont. Schon Ende August 1916 wurde das abgekämpfte Korps vom bayerischen 2. Korps abgelöst, das Generalkommando ging wieder nach Flandern ab, kehrte aber bald darauf an die Somme zurück. Ende November 1916 übernahm das Generalkommando auch die Führung der 185. und der 222. Infanterie-Division, es führte die Abwehr zwischen Le Transloy, Sailly und Sailly-Sallisel.
Nach den deutschen Rückzug auf die Siegfriedstellung wurden die Generalkommandos der Armee-Korps im März 1917 in sogenannte Gruppenkommandos umgewandelt. Diesen waren keine Truppenteile mehr fest unterstellt, sondern sie wurden ihnen wechselnd zeitweise durch die Oberste Heeresleitung zugeteilt.
Zwischen 12. April 1917 und März 1918 lag das Generalkommando XIII. Armee-Korps als Gruppe „Caudry“ im Abschnitt der 2. Armee. Beim britischen Tankangriff in der Schlacht von Cambrai musste das westliche Vorfeld von Cambrai bei Ribecourt und Masnieres aufgegeben werden. Beim Gegenangriff vom 30. November gelang der Gruppe „Caudry“ zwischen Crevecouer und Banteux mit der neu zugeführten 28., 30. und 220. Infanterie-Division, sowie der 9. Reserve-Division bis zum 7. Dezember 1917 die Rückeroberung der verlorenen Stellungen zwischen Marcoing und Gonnelieu.
Während der Michael-Offensive ab 21. März 1918 führte General von Staabs das Korps „Watter“, das im Zentrum der 2. Armee angesetzt wurde. Die unterstellte 107. Infanterie-Division erreichte den Durchbruch bei Gouzecourt und stieß mit der 183. Infanterie-Division auf Épehy vor. Im Mai 1918 kämpfte das Korps während der Dritten Aisneschlacht im Raum Soissons. Anfang Juli übernahm das neu am westlichen Marnebogen eingeführte AOK 9 die Befefehlsführung in diesem Abschnitt und bekam auch das Gruppenkommando Watters unterstellt. Während der Schlacht an der Marne befand sich das Generalkommando ab 18. Juli zusammen mit dem nördlichen Nachbarn, dem XXXIX. Reserve-Korps (von Staabs) im Hauptangriffsfeld der französischen 10. Armee. Die Front zwischen dem Sosieresbach und den Ourcq konnte von der unterstellten 10. bayerischen, der 40. und 115. Infanterie-Division und der 14. Reserve-Division nicht gehalten werden und brach zusammen. Bis Ende Juli 1918 stand das Korps in der Abwehrschlacht zwischen Soissons und Reims und befand sich danach bis Kriegsende in permanenten Abwehrkämpfen. Die letzten Monate bis zum Kriegsende rang das Korps bei der Armeeabteilung C (General Georg Fuchs) in der Woëvre-Ebene und beiderseits der Mosel.

## Kommandierende Generale
| Dienstgrad                                    | Name                                         | Datum                                                           |
| --------------------------------------------- | -------------------------------------------- | --------------------------------------------------------------- |
| General der Infanterie                        | Friedrich Franz II. von Mecklenburg-Schwerin | bis zum 18. Oktober 1871                                        |
| preuß. General der Infanterie                 | Ferdinand von Stülpnagel                     | 19. Oktober 1871 bis 23. Dezember 1873                          |
| preuß. General der Infanterie                 | Emil von Schwartzkoppen                      | 24. Dezember 1873 bis 5. Januar 1878                            |
| preuß. General der Infanterie                 | Hans von Schachtmeyer                        | 26. Januar 1878 bis 14. Mai 1886                                |
| preuß. General der Kavallerie                 | Gustav Hermann von Alvensleben               | 15. Mai 1886 bis 25. Oktober 1890                               |
| Generalleutnant                               | Wilhelm von Woelckern                        | 26. Oktober 1890 bis 28. Juni 1891 (mit der Führung beauftragt) |
| Generalleutnant/General der Infanterie        | Wilhelm von Woelckern                        | 29. Juni 1891 bis 21. März 1895                                 |
| preuß. General der Infanterie                 | Oskar von Lindequist                         | 22. April 1895 bis 24. März 1899                                |
| preuß. General der Infanterie                 | Ludwig von Falkenhausen                      | 25. März 1899 bis 21. März 1902                                 |
| preuß. Generalleutnant                        | Conrad von Hugo                              | 26. März bis 17. Oktober 1902 (mit der Führung beauftragt)      |
| preuß. Generalleutnant/General der Infanterie | Conrad von Hugo                              | 18. Oktober 1902 bis 3. April 1907                              |
| preuß. General der Infanterie                 | Joseph von Fallois                           | 04. April 1907 bis 24. Februar 1908                             |
| General der Kavallerie                        | Albrecht von Württemberg                     | 25. Februar 1908 bis 28. Februar 1913                           |
| preuß. General der Infanterie                 | Max von Fabeck                               | 01. März 1913 bis 8. März 1915                                  |
| Generalleutnant                               | Theodor von Watter                           | 09. März 1915 bis 17. August 1916 (mit der Führung beauftragt)  |
| General der Infanterie                        | Theodor von Watter                           | 18. August 1916 bis 17. März 1918                               |
| preuß. Generalleutnant                        | Hermann von Staabs                           | 17. März bis 22. Mai 1918 (mit der Führung beauftragt)          |
| General der Infanterie                        | Theodor von Watter                           | 22. Mai bis 20. Dezember 1918                                   |

## Verweise